# Ordem Franciscana Secular
Ordem Franciscana Secular (O.F.S.; em latim Ordo Franciscanus Sæcularis) é a atual denominação da Venerável Ordem Terceira da Penitência de São Francisco de Assis (ou Irmãos e Irmãs da Penitência) uma organização da Igreja Católica destinada a reunir fiéis leigos e clero diocesano (a Terceira Ordem - O.T.F.S.). Os membros da OFS procuram observar os Evangelhos seguindo os passos de São Francisco de Assis em suas casas, trabalho e vida quotidiana.

## Ordens
- A Ordem primeira dos Frades Menores incumbia o apostolado de seguir os passos do nosso Senhor Jesus Cristo e de exemplo de obediência para a Igreja;
- A Ordem Segunda das Pobres Damas se dedicavam ao sacrifício, a oração e o amor a Deus no Claustro;
- A Ordem Terceira tem a nobre missão de reavivar nas consciências a honestidade dos costumes e os sentimentos Cristãos de paz e caridade, destinada a homens e mulheres que sem deserção da própria família e sem renunciar as suas propriedades, pudessem levar a todos os sentimentos Cristãos e a estes os chamou de Irmãos da Penitência, conhecida hoje como Ordem Franciscana Secular e seus membros tentam alcançar a perfeição Cristã.

## Conceito
A Ordem Franciscana Secular é constituída por Fraternidades abertas a todos os cristãos seculares. Nelas há lugar para jovens, para casados, viúvos e celibatários no mundo; para clérigos e leigos; para todas as classes sociais, todas as profissões, para todas as raças; para homens e mulheres. Há lugar para todos porque se busca viver segundo o Santo Evangelho como irmão e irmãs da penitência.
Os franciscanos seculares constituem uma verdadeira Ordem na Igreja. Não formam 
um mero movimento ou associação qualquer, mas uma ordem reconhecida como tal pela Igreja, que lhe apresenta uma forma de vida chamada Regra.

## História
Foi fundada por volta de 1221 para congregar os leigos que desejavam seguir São Francisco de Assis participando do movimento franciscano. Tem como padroeiros Santa Isabel da Hungria e São Luis IX, Rei de França.
O primeiro casal a seguir a vocação franciscana secular foi o Bem-Aventurado Luquésio (ou Lúcio) e sua esposa Buonadona. Sua memória comemora-se no dia 28 de abril.
Tantas outras pessoas ilustres participaram da Ordem, como Dante Alighieri, Thomas More, o Beato Pio IX, Papa Leão XIII, São Pio X, São João XXIII (e mais outros 2 papas), Chiara Lubich, São João Maria Vianney e etc.  
A primeira regra para conduzir a vivência dos irmãos terceiros foi aprovada, em 1289, pelo Papa Nicolau IV. Essa regra, com pequenas alterações, existiu até 1883 quando o Papa Leão XIII lhe aplicou grande reforma. Essa alteração visava ampliar a contribuição dos franciscanos seculares diante dos problemas sociais da época. Em 24 de junho de 1978, o Papa Paulo VI aprovou a Regra atualmente em vigor.

## Filosofia
O projeto de vida de todo cristão e especialmente de todo franciscano secular é o seguimento da vida de Nosso Senhor Jesus Cristo, conforme os ensinamentos que nos foram revelados através do Santo Evangelho. Por isso, "A Regra e a vida dos franciscanos seculares é esta: observar o Evangelho de Nosso Senhor Jesus Cristo, segundo o exemplo de São Francisco de Assis, que fez do Cristo o inspirador e o centro de sua vida com Deus e com os homens (Rg 4; 1Cel, 18, 115).

## Hierarquia
A Hierarquia compõe-se de fraternidades que estão divididas em quatro níveis:
- fraternidade local,
- fraternidade regional
- fraternidade nacional; e
- fraternidade internacional.

Toda fraternidade, de qualquer nível, goza de autonomia administrativa, econômica e financeira, estando porém coordenadas e ligadas entre si segundo a Regra, as Constituições Gerais da OFS, o ritual e os estatutos.
As relações entre a Juventude Franciscana (JUFRA) e a OFS devem ser marcadas pelo espírito de uma comunhão vital e recíproca.

## Membros
A OFS compõe-se de leigos católicos solteiros, casados, viúvos, consagrados e padres diocesanos, que testemunham em sua vida quotidiana o carisma franciscano, ao pregarem a Paz e o Bem. Há um período de formação inicial, após o qual o irmão faz sua profissão solene, uma promessa de vida evangélica conforme os ensinamentos de São Francisco.
Os requisitos para ingressar na OFS são os seguintes: viver em conformidade com a fé católica e os mandamentos da Santa Igreja; ser maior de 18 anos.

## No Brasil

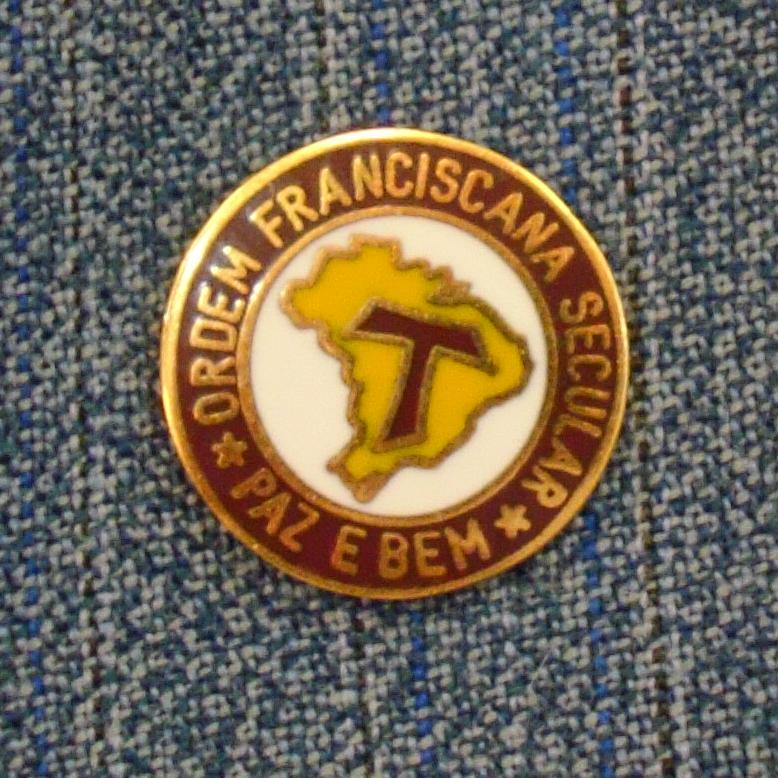
Pin da Ordem Franciscana Secular do Brasil.

A mais antiga Ordem Terceira franciscana criada em terras brasileiras foi a de Olinda, em 1576 (anterior à fundação do convento franciscano olindense). O órgão oficial da Ordem Franciscana no Brasil é a Ordem Franciscana Secular do Brasil.
Reúne membros de todos os extratos da sociedade brasileira:
- Advogado e Estatístico: Mário Augusto Teixeira de Freitas, idealizador e primeiro Secretário Geral do Instituto Brasileiro de Geografia e Estatística (IBGE)
- Políticos: Tancredo Neves, Pedro Simon, Claudio Lemos Fonteles
- Bispos: Dom Hélder Câmara, Arcebispo Emérito de Olinda e Recife; Dom José Pereira Alves, Arcebispo de Niterói.

## Fraternidades
- Fraternidade Nossa Senhora do Bom Sucesso (Pindamonhangaba-SP).
- Fraternidade Santo Antonio (Araguari- MG)
- Fraternidade São José do Patrocínio (Lages-SC)

## Papas franciscanos seculares
| Papa           | Nascimento             | Inicio                  | Término                 | Período de Pontificado |
| -------------- | ---------------------- | ----------------------- | ----------------------- | ---------------------- |
| Beato Pio IX   | 13 de maio de 1792     | 16 de junho de 1846     | 7 de fevereiro de 1878  | 31 anos, 236 dias      |
| Papa Leão XIII | 2 de março de 1810     | 20 de fevereiro de 1878 | 20 de julho de 1903     | 25 anos, 150 dias      |
| São Pio X      | 2 de junho de 1835     | 4 de agosto de 1903     | 20 de agosto de 1914    | 11 anos, 16 dias       |
| Papa Bento XV  | 21 de novembro de 1854 | 3 de setembro de 1914   | 22 de janeiro de 1922   | 7 anos, 141 dias       |
| Papa Pio XI    | 31 de maio de 1857     | 6 de fevereiro de 1922  | 10 de fevereiro de 1939 | 17 anos, 4 dias        |
| São João XXIII | 25 de novembro de 1881 | 28 de outubro de 1958   | 3 de junho de 1963      | 4 anos, 218 dias       |